# Ma chambre froide
Ma chambre froide est une pièce de théâtre de Joël Pommerat créée en 2011 au théâtre de l'Odéon.

## Argument
Une voix annonce qu'elle va raconter la vie d'Estelle, une femme disparue qui a laissé derrière elle un petit carnet. Estelle est employé dans un magasin et est exploitée par ses collègues. Un jour, le patron annonce qu'il va mourir et léguer ses sociétés à ses employés.

## Distribution
- Jacob Ahrend
- Saadia Bentaïeb
- Agnès Berthon
- Lionel Codino
- Ruth Olaizola
- Frédéric Laurent
- Serge Larivière
- Marie Piemontese
- Dominique Tack

## Accueil
Brigitte Salino pour Le Monde qualifie la pièce de « génial feuilleton théâtral ». Sylviane Bernard-Gresh pour Télérama décrit la pièce comme une « sorte de thriller socio-économico-policier à strates multiples ».